# Aquivaldo Mosquera
Aquivaldo Mosquera (nascut el 22 de juny de 1981 a Apartadó) és un futbolista colombià que juga actualment al Club América.

## Clubs
| Club              | País     | Any       |
| ----------------- | -------- | --------- |
| Atlético Nacional | Colòmbia | 2000-2005 |
| Pachuca CF        | Mèxic    | 2005-2007 |
| Sevilla FC        | Espanya  | 2007-2009 |
| Club América      | Mèxic    | 2009-     |

## Palmarès

### Campionats estatals
| Títol                          | Club              | País     | Any  |
| ------------------------------ | ----------------- | -------- | ---- |
| Tornejos d'Apertura i Clausura | Atlético Nacional | Colòmbia | 2005 |
| Torneo Clausura                | Pachuca CF        | Mèxic    | 2006 |
| Torneo Clausura                | Pachuca CF        | Mèxic    | 2007 |
| Supercopa d'Espanya            | Sevilla FC        | Espanya  | 2007 |

### Copes internacionals
| Títol                           | Club              | País     | Any  |
| ------------------------------- | ----------------- | -------- | ---- |
| Copa Merconorte                 | Atlético Nacional | Colòmbia | 2000 |
| Copa Sudamericana               | Pachuca CF        | Mèxic    | 2006 |
| Copa de Campions de la CONCACAF | Pachuca CF        | Mèxic    | 2007 |